# Volvo C70
El Volvo C70 es un automóvil deportivo producido por el fabricante sueco Volvo de 1996 a 2011. Es un cuatro plazas con motor delantero transversal y tracción delantera. Los principales competidores del C70 son el BMW Serie 3, el Mercedes-Benz Clase CLK y el Saab 9-3. Volvo encargó su diseño al estudio TWR de Peter Stevens y Tom Walkinshaw. El diseñador encargado del proyecto fue Ian Callum, famoso posteriormente por sus trabajos para Aston Martin y Jaguar Cars.

## Primera generación (1996-2006)
La primera generación está basada en el Volvo 850, un automóvil de turismo del segmento D. Se ofrecía con dos carrocerías, una cupé y una descapotable con techo flexible, que fueron presentadas oficialmente en el Salón del Automóvil de París de 1996 y en el Salón del Automóvil de Detroit de 1997 respectivamente. El cupé se dejó de producir en el año 2002, mientras que el descapotable continuó en el mercado hasta el lanzamiento de la segunda generación.
Los motores del C70 son todos gasolina de cinco cilindros en línea: un 2.0 litros atmosférico de 163 CV de potencia máxima, un 2.4 litros en versiones atmosférica de 165 o 170 CV y con turbocompresor de 193 o 200 CV; y un 2.3 litros también turbo con 240 o 245 CV.

## Segunda generación (2006-2011)
La segunda generación del C70 fue estrenada en el Salón del Automóvil de Fráncfort de 2005 y puesta a la venta ese año. Su única carrocería es descapotable con techo rígido de acero. Utiliza el chasis del Volvo C30 y el Volvo S40, que son turismos del segmento C, y que también poseen otros modelos de marcas pertenecientes a Ford Motor Company, como el Ford Focus y el Mazda 3. Por esta razón, es más corto que su antecesor, y se acerca en tamaño y precio a modelos como el Volkswagen Eos.
Los motores gasolina eran un 2.4 litros atmosférico de 140 o 170 CV, y un 2.5 litros con turbocompresor de 220 CV (luego 230 CV), el mismo motor que el del Focus ST de segunda generación. Este C70 también se ofrecía con variantes turbodiésel: un 2.0 litros de 136 CV, un 2.0 litros de 225 CV y un 2.4 litros de 180 CV, ambos con inyección directa common-rail, turbo de geometría variable e intercooler. El diésel de 2.0 litros es el único cuatro cilindros en línea de la gama, ya que el resto de los motores tiene cinco cilindros en línea.

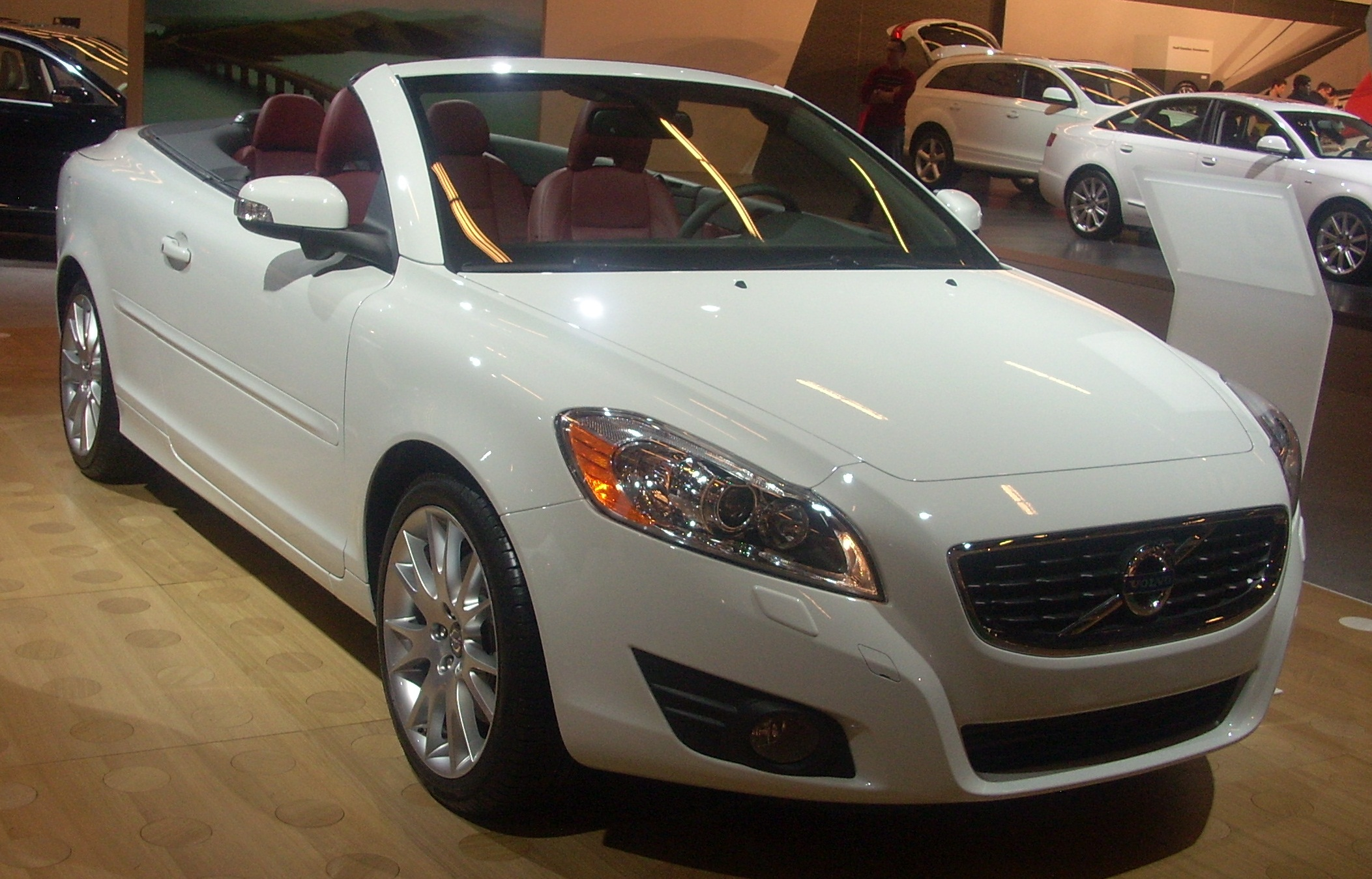
Modelo 2011 en el Salón del Automóvil de Montreal de 2010
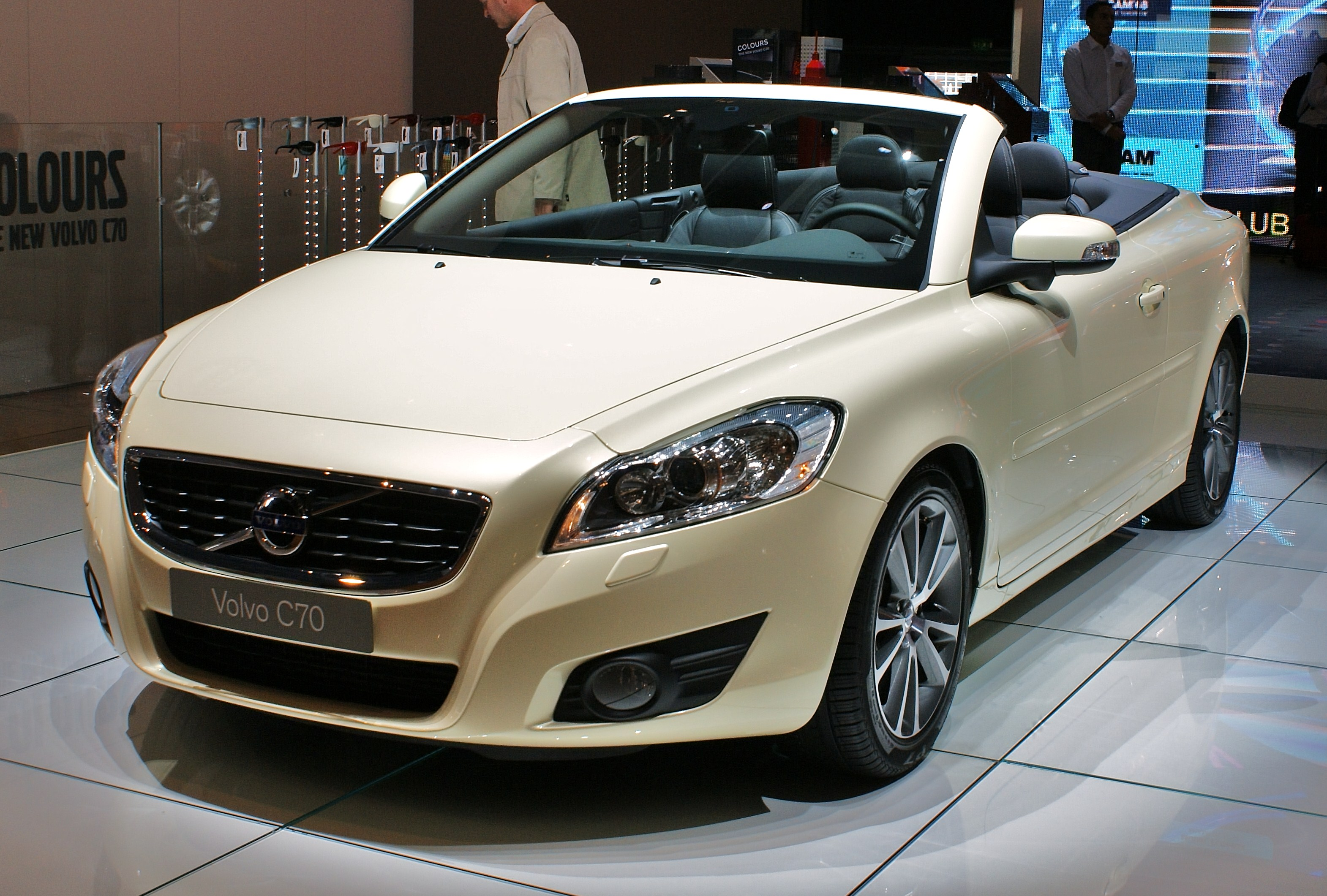
Rediseño en el Salón del Automóvil de Fráncfort de 2009